# One in a Million (Bebe Rexha & David Guetta)
One in a Million is een nummer van de Amerikaanse zangeres Bebe Rexha en de Franse dj David Guetta uit 2023.
Na de monsterhit I'm Good (Blue) werkten Rexha en Guetta een jaar later opnieuw samen, wat ze eerder ook al deden op de nummers Hey Mama (2015), Say My Name (2018) en Family (2021). In "One in a Million" zingt Rexha over het vinden van haar ideale partner. De tekst herinnert ons eraan dat er voor iedereen iemand is, iemand die van je houdt om wie je bent en die je het gevoel geeft dat je één op een miljoen bent. Het nummer flopte in zowel Rexha's thuisland de Verenigde Staten als Guetta's thuisland Frankrijk, maar werd wel een bescheiden hit in Nederland en Vlaanderen. In de Nederlandse Top 40 bereikte het de 14e positie, en in de Vlaamse Ultratop 50 de 26e.

## Tracklijst
Muziekdownload
1. "One in a Million" - 2:40